# Erannis obsoleta
Erannis obsoleta là một loài bướm đêm trong họ Geometridae.